# Antonia Petrova
Antonia Petrova Beredin (Антония Петрова Бередин em búlgaro; 13 de maio de 1984, Pazardzhik) é uma advogada, atriz e rainha da beleza búlgara. Foi vencedora da Miss Bulgária em 2009. Representou a seu país na Miss Mundo 2009 que se celebrou em dezembro de 2009. Coroou a sua sucessora como Miss Bulgária, Romina Andonova, em abril de 2010.
Quase imediatamente após ganhar sua coroa, Petrova Beredin participou em VIP Brother 3 em Bulgária. Permaneceu 14 dias na casa, até que decidiu a abandonar de forma voluntária.
Petrova esta estudando direito na Universidade de Economia Nacional e Mundial.